# A Touch of the Beat Gets You Up on Your Feet Gets You Out and Then Into the Sun
| Recensione            | Giudizio |
| --------------------- | -------- |
| AllMusic              | [ 1 ]    |
| The Line of Best Fit  | 9/10     |
| Tom Hull – on the Web | B+       |

A Touch of the Beat Gets You Up on Your Feet Gets You Out and Then Into the Sun è il quarto album in studio del duo musicale statunitense Aly & AJ, pubblicato nel 2021.
L’album è stato registrato al Sunset Sound in California. Dopo che la loro canzone del 2007 Potential Break Up Song è diventata popolare sulla piattaforma TikTok le due sorelle hanno quindi voluto usare la fama guadagnata sui social per la promozione dei loro nuovi progetti, ed hanno quindi anticipato l’uscita dell’album.

## Antefatti e composizione
Aly e AJ hanno parlato dell’uscita di un nuovo album in studio all'inizio 2019 ma il disco ha iniziato a prendere forma verso la fine dell'anno. Le cantanti si sono interrogate molto su quale sarebbe stato il sound dell'album ed hanno quindi accreditato come produttore dell’album Yves Rothman che le ha aiutate a trovare le melodie che cercavano.

## Tracce
1. Pretty Places – 5:19
2. Lost Cause – 3:15
3. Break Yourself – 3:17
4. Slow Dancing – 4:27
5. Paradise – 4:44
6. Symptom of Your Touch – 3:15
7. Lucky to Get Him – 4:21
8. Listen!!! – 3:50
9. Don't Need Nothing – 3:23
10. Stomach – 3:15
11. Personal Cathedrals – 3:46
12. Hold Out – 4:05

Tracce bonus della Deluxe edition
1. Dead on the Beach – 3:02
2. Get Over Here – 3:55
3. Am I Alright – 3:34
4. Way Way Back – 3:57